# 沐忠顕
沐 忠顕（もく ちゅうけん）は、明末の政治家。河南定遠の出身。
黔寧王沐英の13代孫で、沐天波の子。1661年（明永暦15年、清順治18年）、「呪水の難」で父を殺され、義父の龍世榮とともに雲南石屏で清に降伏した。同年10月、清は彼を正白旗に任じたが、地位も俸禄もなかった。翌年（1662年）4月、梅道人は張琦、尹士鑣とともに明復興を目指し、寧州の祿昌賢に沐忠顕の名で書簡を送った。その後、清に発見された張琦らは清に殺され、この事件で沐忠顕が暗躍したため、沐忠顕は妻の龍氏に言った、「私は非業の死を遂げるかもしれないが、数カ月間身ごもっているあなたは、逃亡した後、男の子を産んで先祖の跡継ぎを継ぐことができるだろう。」彼は内官の滕九徳と下僕の白君愛に命じて、妻を昆陽に送らせた。一族の潘高明が責任を取ると志願したため、沐忠顕は死を免れたが、北京に幽閉され、下僕の夏蓮は龍氏と偽って呼んだ。龍氏は滕九徳の兄である滕飛熊の新興での家に逃げ隠れ、滕飛熊の死後、滕飛熊の弟である滕飛豹の家に行き、沐神保を産んだ。
1665年（明永暦19年、清康熙4年）、王耀祖は軍を起こし、段尚賢に命じて龍氏の母子を山中に迎え入れた。王耀祖が戦いに敗れた後、龍氏の一家は法沖白乃の家に移り、白君愛に命じて沐神保を滕五の家に隠した。清は王耀祖が土司たちと接触した文書を入手し、その中に「今、沐氏は雲南に子孫を持つ」（今沐氏有子在滇）という一文があった。呉三桂は沐神保を捕らえて北京に送り、寧古塔で流刑死した。その後、沐忠顕は北京で死去し、沐氏は後継者を失い、滕九徳、白君愛、滕五、楊騰、龍氏、王耀祖、沈應麟も相次いで殺された。